# Danh sách nhân vật trong Cậu bé mất tích

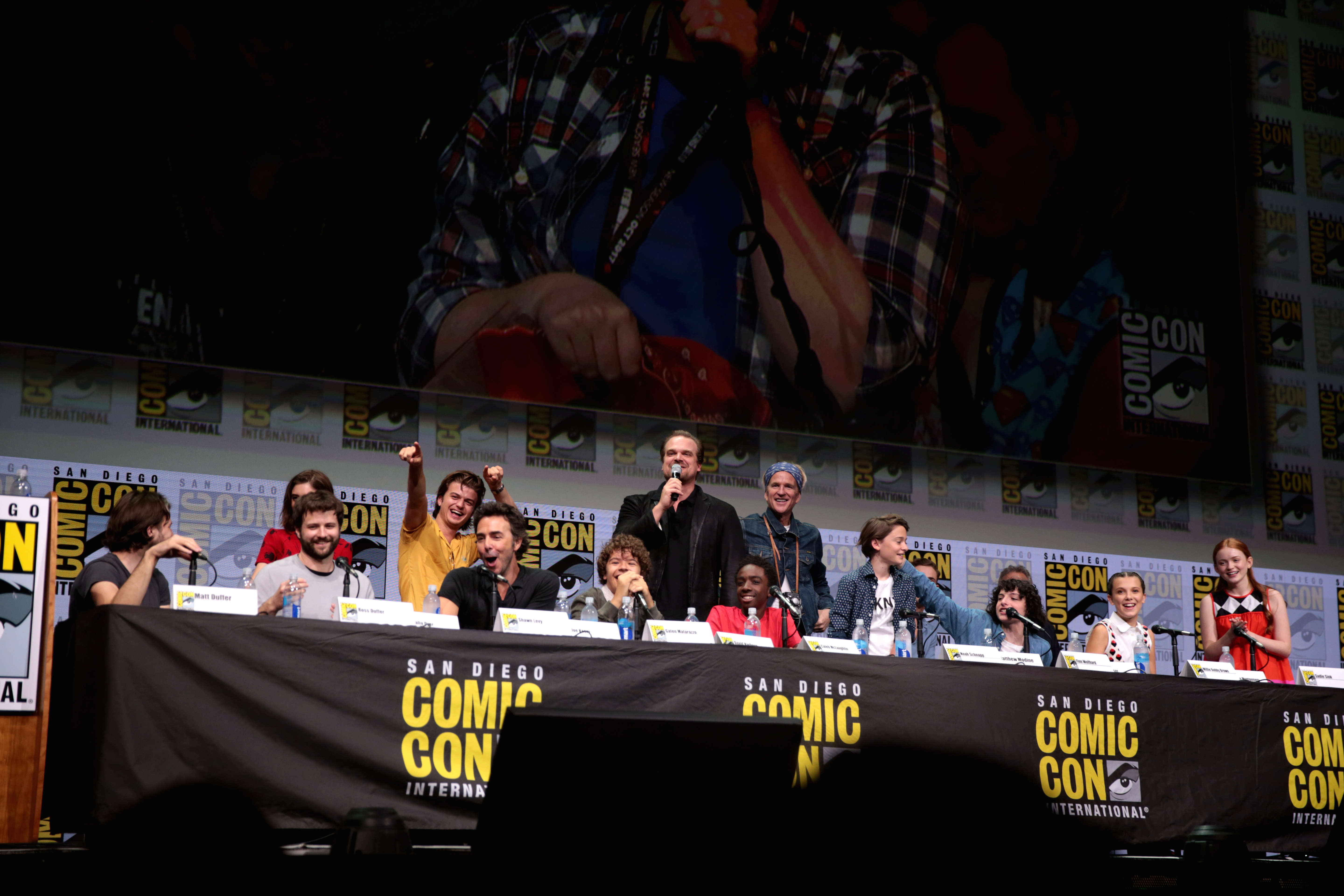
Anh em nhà Duffer và dàn diễn viên của mùa 2 Cậu bé mất tích tại San Diego Comic-Con International 2017

Cậu bé mất tích là một loạt phim truyền hình web của Mỹ thuộc thể loại khoa học viễn tưởng-kinh dị được sáng tạo bởi Anh em nhà Duffer dành cho Netflix, lấy bối cảnh tại thị trấn giả tưởng Hawkins, Indiana vào thập niên 1980. Mùa đầu tiên, lấy bối cảnh năm 1983, tập trung vào quá trình điều tra vụ mất tích của một cậu bé có tên là Will Byers giữa hàng loạt sự kiện siêu nhiên diễn ra khắp thị trấn, trong đó có cả sự xuất hiện của một cô bé có sức mạnh psychokinesis đã giúp cho bạn bè của Will tìm kiếm cậu. Mùa thứ 2 có tựa đề Cậu bé mất tích 2, được lấy bối cảnh một năm sau đó, và có nội dung chủ yếu xoay quanh nỗ lực của các nhân vật để quay trở lại cuộc sống bình thường cùng với những hậu quả còn sót lại từ mùa thứ nhất, đồng thời cũng giới thiệu thêm những nhân vật mới như Max Mayfield và người anh trai kế Billie Hargrove, cùng với nhân vật Bob, người yêu mới của Joyce. Mùa thứ ba, Cậu bé mất tích 3, lấy bối cảnh vào mùa hè năm 1985, xoay quanh việc các nhân vật chính trưởng thành và đối diện với những hiểm nguy mới, đồng thời cũng có thêm những nhân vật mới như người đồng nghiệp Robin của Steve. Mùa đầu tiên gồm tám tập phim được phát hành trên Netflix vào ngày 15 tháng 7 năm 2016; mùa thứ hai gồm chín tập được phát hành ngày 27 tháng 10 năm 2017; và mùa thứ ba bao gồm tám tập phim được phát hành ngày 4 tháng 7 năm 2019.
Loạt phim giới thiệu dàn diễn viên bao gồm Winona Ryder, David Harbour, Finn Wolfhard, Millie Bobby Brown, Gaten Matarazzo, Caleb McLaughlin, Natalia Dyer, Charlie Heaton, Cara Buono và Matthew Modine. Noah Schnapp và Joe Keery nhận các vai diễn phụ ở mùa thứ nhất trước khi được nâng lên vai chính ở mùa thứ hai, tại đây cũng có sự tham gia bổ sung của Sadie Sink, Dacre Montgomery, Sean Astin, và Paul Reiser. Maya Hawke tham gia dàn diễn viên chính vào mùa thứ ba, trong khi vai diễn của Priah Ferguson được đẩy lên vai chính.
Danh sách này bao gồm các diễn viên chính, tất cả các diễn viên khách mời đã tham gia đóng các vai phụ trong suốt loạt phim, cùng với các khách mới nổi bật trong phim.

## Tổng quan

### Nhân vật chính
| Nhân vật                  | Diễn viên            | Xuất hiện       | Xuất hiện       | Xuất hiện       | Xuất hiện       | Xuất hiện       |
| Nhân vật                  | Diễn viên            | 1               | 2               | 3               | 4               | 5               |
| ------------------------- | -------------------- | --------------- | --------------- | --------------- | --------------- | --------------- |
| Joyce Byers               | Winona Ryder         | Chính           | Chính           | Chính           | Chính           | Chính           |
| Jim Hopper                | David Harbour        | Chính           | Chính           | Chính           | Chính           | Chính           |
| Mike Wheeler              | Finn Wolfhard        | Chính           | Chính           | Chính           | Chính           | Chính           |
| Eleven / Jane Hopper      | Millie Bobby Brown   | Chính           | Chính           | Chính           | Chính           | Chính           |
| Dustin Henderson          | Gaten Matarazzo      | Chính           | Chính           | Chính           | Chính           | Chính           |
| Lucas Sinclair            | Caleb McLaughlin     | Chính           | Chính           | Chính           | Chính           | Chính           |
| Nancy Wheeler             | Natalia Dyer         | Chính           | Chính           | Chính           | Chính           | Chính           |
| Jonathan Byers            | Charlie Heaton       | Chính           | Chính           | Chính           | Chính           | Chính           |
| Karen Wheeler             | Cara Buono           | Chính           | Chính           | Chính           | Thứ chính       | Chính           |
| Martin Brenner            | Matthew Modine       | Chính           | Phụ             | Does not appear | Chính           | TBA             |
| Will Byers                | Noah Schnapp         | Phụ             | Chính           | Chính           | Chính           | Chính           |
| Steve Harrington          | Joe Keery            | Phụ             | Chính           | Chính           | Chính           | Chính           |
| Max Mayfield              | Sadie Sink           | Does not appear | Chính           | Chính           | Chính           | Chính           |
| Billy Hargrove            | Dacre Montgomery     | Does not appear | Chính           | Chính           | Khách mời       | Does not appear |
| Sam Owens                 | Paul Reiser          | Does not appear | Chính           | Khách mời       | Chính           | TBA             |
| Bob Newby                 | Sean Astin           | Does not appear | Chính           | Khách mời       | Does not appear | Does not appear |
| Erica Sinclair            | Priah Ferguson       | Does not appear | Phụ             | Chính           | Chính           | Chính           |
| Robin Buckley             | Maya Hawke           | Does not appear | Does not appear | Chính           | Chính           | Chính           |
| Murray Bauman             | Brett Gelman         | Does not appear | Phụ             | Phụ             | Chính           | Chính           |
| Vecna / One / Henry Creel | Jamie Campbell Bower | Does not appear | Does not appear | Does not appear | Thứ chính       | Chính           |
| Argyle                    | Eduardo Franco       | Does not appear | Does not appear | Does not appear | Thứ chính       | Does not appear |
| Eddie Munson              | Joseph Quinn         | Does not appear | Does not appear | Does not appear | Thứ chính       | TBA             |
| Dmitri Antonov            | Tom Wlaschiha        | Does not appear | Does not appear | Does not appear | Thứ chính       |                 |
| Vickie                    | Amybeth McNulty      | Does not appear | Does not appear | Does not appear | Phụ             | Chính           |
| TBA                       | Linda Hamilton       | Does not appear | Does not appear | Does not appear | Does not appear | Chính           |
| Holly Wheeler             | Nell Fisher          | Does not appear | Does not appear | Does not appear | Does not appear | Chính           |

### Nhân vật phụ
| Character              | Portrayed by                   | Seasons         | Seasons         | Seasons         | Seasons         | Seasons         |
| Character              | Portrayed by                   | 1               | 2               | 3               | 4               | 5               |
| ---------------------- | ------------------------------ | --------------- | --------------- | --------------- | --------------- | --------------- |
| Ted Wheeler            | Joe Chrest                     | Phụ             | Phụ             | Phụ             | Phụ             | Phụ             |
| Holly Wheeler          | Anniston Price & Tinsley Price | Phụ             | Phụ             | Phụ             | Phụ             | Does not appear |
| Calvin Powell          | Rob Morgan                     | Phụ             | Phụ             | Khách mời       | Phụ             | Does not appear |
| Phil Callahan          | John Paul Reynolds             | Phụ             | Phụ             | Khách mời       | Phụ             | Does not appear |
| Lonnie Byers           | Ross Partridge                 | Phụ             | Does not appear | Does not appear | Does not appear | Does not appear |
| Barbara "Barb" Holland | Shannon Purser                 | Phụ             | Chỉ lồng tiếng  | Does not appear | Does not appear | Does not appear |
| Connie Frazier         | Catherine Dyer                 | Phụ             | Does not appear | Does not appear | Does not appear | Does not appear |
| Scott Clark            | Randy Havens                   | Phụ             | Phụ             | Khách mời       | Does not appear | Does not appear |
| Đặc vụ trưởng          | Tobias Jelinek                 | Phụ             | Does not appear | Does not appear | Does not appear | Does not appear |
| James Dante            | Cade Jones                     | Phụ             | Does not appear | Does not appear | Does not appear | Does not appear |
| Florence               | Susan Shalhoub Larkin          | Phụ             | Phụ             | Khách mời       | Does not appear | Does not appear |
| Troy Walsh             | Peyton Wich                    | Phụ             | Does not appear | Does not appear | Does not appear | Does not appear |
| Tommy Hagan            | Chester Rushing                | Phụ             | Phụ             | Does not appear | Does not appear | Does not appear |
| Carol Perkins          | Chelsea Talmadge               | Phụ             | Phụ             | Does not appear | Does not appear | Does not appear |
| Kali Prasad/ Eight     | Linnea Berthelsen              | Does not appear | Phụ             | Does not appear | Does not appear | Does not appear |
| Susan Hargrove         | Jennifer Marshall              | Does not appear | Phụ             | Does not appear | Phụ             | Does not appear |
| Terry Ives             | Aimee Mullins                  | Khách mời       | Phụ             | Does not appear | Does not appear | Does not appear |
| Claudia Henderson      | Catherine Curtin               | Khách mời       | Phụ             | Khách mời       | Phụ             | Does not appear |
| Sue Sinclair           | Karen Ceesay                   | Khách mời       | Phụ             | Does not appear | Phụ             | Does not appear |
| Charles Sinclair       | Arnell Powell                  | Khách mời       | Phụ             | Does not appear | Phụ             | Does not appear |
| Bruce                  | Jake Busey                     | Does not appear | Does not appear | Phụ             | Does not appear | Does not appear |
| Grigori                | Andrey Ivchenko                | Does not appear | Does not appear | Phụ             | Does not appear | Does not appear |
| Tom Holloway           | Michael Park                   | Does not appear | Does not appear | Phụ             | Does not appear | Does not appear |
| Heather Holloway       | Francesca Reale                | Does not appear | Does not appear | Phụ             | Does not appear | Does not appear |
| Alexei                 | Alec Utgoff                    | Does not appear | Does not appear | Phụ             | Does not appear | Does not appear |
| Thị trưởng Larry Kline | Cary Elwes                     | Does not appear | Does not appear | Phụ             | Does not appear | Does not appear |
| Doris Driscoll         | Peggy Miley                    | Does not appear | Does not appear | Phụ             | Does not appear | Does not appear |
| Suzie Bingham          | Gabriella Pizzolo              | Does not appear | Does not appear | Khách mời       | Phụ             | Does not appear |
| Jason Carver           | Mason Dye                      | Does not appear | Does not appear | Does not appear | Phụ             | Does not appear |
| Angela                 | Elodie Grace Orkin             | Does not appear | Does not appear | Does not appear | Phụ             | Does not appear |
| Ten                    | Christian Ganiere              | Does not appear | Does not appear | Does not appear | Phụ             | Does not appear |
| Two                    | Tristan Spohn                  | Does not appear | Does not appear | Does not appear | Phụ             | Does not appear |
| Patrick McKinney       | Myles Truitt                   | Does not appear | Does not appear | Does not appear | Phụ             | Does not appear |
| Andy                   | Clayton Johnson                | Does not appear | Does not appear | Does not appear | Phụ             | Does not appear |
| Trung tá Sullivan      | Sherman Augustus               | Does not appear | Does not appear | Does not appear | Phụ             | Phụ             |
| Melnikov               | Vaidotas Martinaitis           | Does not appear | Does not appear | Does not appear | Phụ             | Does not appear |
| Wayne Munson           | Joel Stoffer                   | Does not appear | Does not appear | Does not appear | Phụ             | Does not appear |
| Agent Stinson          | Paris Benjamin                 | Does not appear | Does not appear | Does not appear | Phụ             | Does not appear |
| Yuri Ismaylov          | Nikola Đuričko                 | Does not appear | Does not appear | Does not appear | Phụ             | Does not appear |
| Oleg                   | Pasha Lychnikoff               | Does not appear | Does not appear | Does not appear | Phụ             | Does not appear |
| Ivan                   | Nikolai Nikolaeff              | Does not appear | Does not appear | Does not appear | Phụ             | Does not appear |
| Derek                  | Jake Connelly                  | Does not appear | Does not appear | Does not appear | Does not appear | Phụ             |
| TBA                    | Alex Breaux                    | Does not appear | Does not appear | Does not appear | Does not appear | Phụ             |

1. ↑  Charlotte và Clara Ward đóng vai Eleven hồi nhỏ ở mùa 2 và Martie Blair đóng vai Eleven hồi nhỏ ở mùa 4.
2. ↑  Jacey Sink đóng vai Max hồi nhỏ ở mùa 3 và Belle Henry đóng vai Max hồi nhỏ ở mùa 4.
3. ↑  Christopher Convery đóng vai Billy hồi nhỏ ở mùa 3.
4. ↑  Raphael Luce đóng vai Henry Creel hồi nhỏ.

Eden Bingham – Audrey Holcomb

## Nhân vật

### Joyce Byers
Joyce Byers (thủ vai bởi Winona Ryder) là mẹ của Will và Jonathan Byers; cô đã ly dị với Lonnie Byers, cha của hai đứa trẻ. Joyce là một người phụ nữ rất quan tâm và có nghị lực rất mạnh mẽ; cô là nhân viên bán hàng tại cửa hàng Melvald's General Store ở trung tâm Hawkins. Cô sinh ra và lớn lên ở Hawkins và học trường cấp ba Hawkins cùng với cảnh sát trưởng sau này, Jim Hopper, và Bob Newby, nhân vật người yêu của cô trong mùa 2. Ở mùa 3, cô lên kế hoạch bán nhà và chuyển khỏi Hawkins, khiến cho Hopper, đang cố thuyết phục cô hẹn hò với mình, cảm thấy buồn. Joyce quan tâm hơn vào chuyện tìm hiểu tại sao nam châm trong nhà cô cứ rơi mãi (tới độ cô không tới buổi hẹn mà họ đã lên kế hoạch với nhau) và trong lúc điều tra lý do, cô và Hopper đã phát hiện một âm mưu của người Nga. Sau khi thâm nhập vào một phòng thí nghiệm của người Nga dưới khu Trung tâm thương mại Starcourt mới, nơi người Nga đã mở thêm một cánh cổng nữa tới Thế giới ngược, Joyce buộc phải đóng cánh cổng bằng cách tắt chiếc máy mà các nhà khoa học Nga dùng để mở cổng, khi mà Hopper vẫn còn trong khu vực thử nghiệm, dường như đã khiến anh thiệt mạng. Sau đó cô trở thành người giám hộ cho Eleven và chuyển đi cùng cô bé và hai người con trai ra khỏi Hawkins ba tháng sau.

### Jim Hopper
Jim Hopper (thủ vai bởi David Harbour), có biệt danh là "Hop", là trưởng Sở Cảnh sát Hawkins. Hopper đã sống ở Hawkins gần như cả đời, học cùng trường với Joyce Byers và Bob Newby. Hopper ly hôn sau khi con gái anh là Sarah mất vì bệnh ung thư, khiến anh sa vào nghiện rượu. Vài năm sau khi Sarah mất, anh là cảnh sát ở "một thành phố lớn", nhưng phim không tiết lộ là thành phố nào. Sau khi ở thành phố một thời gian, anh trở lại Hawkins. Cuối cùng, anh trở nên có trách nhiệm hơn, cứu được Will Byers khỏi Demogorgon và nhận nuôi Eleven làm con gái. Ở mùa 3, anh cố chia tách Eleven và Mike vì mối quan hệ của chúng tiến triển quá nhanh với anh, đồng thời anh cũng muốn chinh phục Joyce. Nhờ Joyce, anh một lần nữa tham gia điều tra và khám phá âm mưu của người Nga. Anh dường như đã thiệt mạng do một vụ nổ từ chiếc máy người Nga dùng để mở cổng tới Thế giới ngược. Ở cuối mùa ba, trong đoạn credit của tập phim cuối, xuất hiện cảnh quay trong một nhà tù ở Nga có hai tên lính gác đang chọn tù nhân để đem cho Demogorgon. Trong lúc đang nói chuyện, một tên lính ra lệnh "không phải tên người Mỹ", khiến khán giả suy đoán Hopper còn sống.

### Mike Wheeler
Michael "Mike" Wheeler (thủ vai bởi Finn Wolfhard) là con trai của Karen và Ted, em của Nancy và anh của Holly, và là một trong ba người bạn của Will Byers. Mike là một học sinh thông minh và chăm chỉ, rất yêu quý những người bạn của mình. Trong nhóm chơi Dungeons and Dragons của cậu, Mike là người đứng đầu và thường chơi trong vai Quản ngục. Cậu có tình cảm với Eleven. Ở mùa 2, nhân vật Mike phát triển theo hơi hướng nổi loạn hơn, có thể do sự thiếu vắng của Eleven. Cậu là người đầu tiên được Will tiết lộ về những ảo ảnh trong Thế giới ngược và cậu đã đi cùng Will, Joyce và Bob tới phòng thí nghiệm khi sức khỏe của Will chuyển xấu. Khi Eleven xuất hiện trở lại, cậu rất vui mừng nhưng lại giận Hopper vì đã giấu cô suốt một năm qua. Một tháng sau, cả hai cùng tham gia Vũ hội Tuyết ở trường và trao cho nhau một nụ hôn. Mùa hè năm sau, cả hai hẹn hò nhưng Hopper ngăn cách được chúng vì nghĩ chúng đang dành quá nhiều thời gian cho nhau. Có thêm sự can thiệp của Max, Eleven rốt cục chia tay với Mike, nhưng hai người sau đó đã quay lại. Mike công khai nói cậu yêu Eleven, và gần như đã thổ lộ với cô nhưng không tìm được từ ngữ phù hợp. Khi Eleven chuyển đi cùng nhà Byers, Mike hứa sẽ giữ liên lạc và lên kế hoạch thăm cô vào Lễ Tạ ơn và Giáng Sinh. Eleven sau đó nói với Mike rằng cô cũng yêu cậu.

### Eleven
Eleven (thủ vai bởi Millie Bobby Brown), tên lúc sinh là Jane Ives, là con gái của Terry Ives, và lớn lên trong Phòng thí nghiệm Hawkins nơi cô bị các nhà khoa học tại đây dùng làm thí nghiệm cho tới đầu mùa 1. Eleven có năng lực telekinesis và thần giao cách cảm, cho phép cô bé điều khiển đồ vật bằng trí óc. Cô trốn được ra khỏi phòng thí nghiệm và làm bạn cùng với Dustin, Will, Mike, và Lucas; họ là người đã đặt tên cho cô là Eleven (số 11) theo hình xăm in con số 011 trên tay cô. Ở mùa 2, Jim Hopper trở thành nhân vật người cha của Eleven trong khi cô đi tìm mẹ đẻ của mình. Cô chính thức được Hopper nhận nuôi ở cuối mùa và được lấy tên Jane Hopper. Ở mùa ba, cô hẹn hò với Mike, khiến cho Hopper chán chường, và bị Mind Flayer, con vật đã xổng ra nhờ cánh cổng tới Thế giới ngược do người Nga mở ra, săn đuổi. Sau khi Hopper chết và cánh cổng được đóng lại, cô thổ lộ với Mike rằng mình yêu cậu và rời Hawkins cùng nhà Byers.

### Dustin Henderson
Dustin Henderson (thủ vai bởi Gaten Matarazzo), bạn của Mike, Will và Lucas, là một cậu bé rất thông minh và chăm học nhưng bị nói ngọng do chứng loạn sản xương đòn (Cleidocranial dysostosis). Trong nhóm Dungeons and Dragons, Dustin là người phòng thủ và có nhiều hiểu biết nhất về trò chơi, đặc biệt là các con quái vật. Cậu từng thích Nancy Wheeler, và tới mùa thứ hai thì cả cậu và Lucas đều có cảm tình với Max, nhưng cuối cùng Lucas và Max lại đến với nhau. Cậu kết bạn với Steve Harrington ở mùa 2 và nhận của Steve những lời khuyên để khiến các cô gái thích cậu. Trước mùa 3, Dustin dành một tháng ở một trại hè khoa học, và nhờ có lời khuyên của Steve, cậu có được bạn gái là Suzie, người mà cậu khẳng định là thiên tài và "nóng bỏng hơn Phoebe Cates". Bạn bè của Dustin nghi ngờ về sự tồn tại của Suzie khi cậu không liên lạc được với cô qua tháp radio do mình tự làm. Dustin thay vào đó phát hiện một mật mã của Nga và đi cùng với Steve để điều tra thay vì với bạn mình. Cậu sau đó chứng minh được Suzie tồn tại khi liên lạc với cô để hỏi về hằng số Planck.

### Lucas Sinclair
Lucas Charles Sinclair (thủ vai bởi Caleb McLaughlin) là bạn của Mike, Will và Dustin, và là anh trai của Erica. Lucas ban đầu cảnh giác với Eleven, song về sau cũng làm bạn với cô. Ở mùa 2, cậu có cảm tình với Max. Trong nhóm Dungeons and Dragons, Lucas là kỵ binh. Cậu rất giỏi dùng ná thun, mà cả nhóm gọi là "The Wrist Rocket"; trong hai mùa đầu, chiếc ná thun được dùng như một vũ khí tự vệ phút cuối để tạo hiệu ứng hài kịch, nhưng trong mùa ba, nó đã được dùng để cứu cả nhóm khỏi nguy hiểm.

### Nancy Wheeler
Nancy Wheeler (thủ vai bởi Natalia Dyer) là cô con gái của Karen và Ted, chị gái của Mike Wheeler và Holly Wheeler. Nancy ban đầu là một kẻ lạc loài ở trường cho tới khi hẹn hò với cậu học sinh nổi tiếng Steve Harrington. Mối quan hệ của họ kéo dài tới đầu mùa 2 khi cô bắt đầu hẹn hò với Jonathan Byers nhờ chút trợ giúp từ nhà giả thuyết âm mưu Murray Bauman. Cô rất giỏi dùng vũ khí dù không tập luyện mấy. Trong phim khán giả còn thấy cô dùng súng lục, súng ngắn ổ xoay, súng trường và súng ngắn. Ở mùa thứ ba, Nancy và Jonathan làm thực tập ở Tòa báo Hawkins; tại đây cô phải chịu nhiều lời quấy rối mang tính phân biệt giới tính từ cấp trên nam giới. Cô và Jonathan rốt cục bị sa thải vì theo đuổi một vụ việc trái ý tổng biên tập, nhưng Nancy tiếp tục điều tra, khiến cô phải nhiều lần đối mặt với những người bị Mind Flayer nhập vào.

### Jonathan Byers
Jonathan Byers (thủ vai bởi Charlie Heaton), anh trai của Will Byers và con trai của Joyce Byers, là một người ít nói và được coi là kẻ lạc loài ở trường. Anh là một thợ chụp ảnh đầy tham vọng và rất thân thiết với mẹ và em trai. Anh bắt đầu hẹn hò với Nancy ở cuối mùa 2. Anh và Nancy là thực tập sinh ở Tòa báo Hawkins trong mùa 3, nhưng rốt cục bị sa thải. Anh chuyển khỏi Hawkins cùng với Joyce, Will, và Eleven ở cuối mùa 3 và còn đấm vỡ mồm tháng lợn steve khi xúc phạm nancy ở mùa 1

### Karen Wheeler
Karen Wheeler (thủ vai bởi Cara Buono) là mẹ của Nancy, Mike, và cô bé Holly, và là vợ của Ted. Cô là một người mẹ yêu con và hầu như không biết gì về những việc bọn trẻ làm. Ở cuối mùa 2 và đầu mùa 3, cô bị thu hút bởi Billy Hargrove, một phần vì không thỏa mãn với cuộc sống gia đình, nhưng cuối cùng chọn không đi theo những cảm xúc ấy. Cô khuyến khích Nancy tiếp tục theo đuổi vụ điều tra mà cô bị sa thải vì làm trái ý cấp trên.

### Martin Brenner
Martin Brenner (thủ vai bởi Matthew Modine) là nhà khoa học trưởng của Phòng thí nghiệm Hawkins và giám sát các cuộc thí nghiệm diễn ra ở đó. Đây là một trong hai nhân vật phản diện chính trong mùa đầu tiên. Ông là một nhà khoa học nhẫn tâm và đầy mưu mô; ông đã bắt cóc Eleven từ tay mẹ cô bé và đã dùng liệu pháp sốc điện để phá hoại não của cô. Brenner bắt Eleven thực hiện nhiều thí nghiệm cho tới khi cô trốn thoát sau khi ông dùng cô để nghe lén các cuộc hội thoại của người Nga nhưng cô lại vô tình kết nối tới Thế giới ngược. Ông và nhóm của mình săn lùng cô khắp Hawkins và che đậy những hành động của con Demogorgon mà họ đã để xổng. Brenner dường như đã bị Demogorgon giết chết trong tập cuối của mùa 1, nhưng một nhân viên cũ tên là Ray đã nói Brenner còn sống để tự cứu mình khỏi bị Eleven và Kali giết chết.

### Will Byers
Will Byers (thủ vai bởi Noah Schnapp), em trai của Jonathan Byers và con trai của Joyce Byers, là một cậu bé nhút nhát, tốt bụng và hay rụt rè. Trong nhóm chơi Dungeons and Dragons, Will là pháp sư, nhưng về sau thi thoảng lại chơi trong vai Quản ngục. Tháng 11 năm 1983, cậu biến mất sau khi gặp phải con quái vật đã trốn ra ngoài thông qua vết nứt đi tới Thế giới ngược, một chiều không gian khác được các nhà khoa học Phòng thí nghiệm Hawkins phát hiện. Schnapp được đôn lên đóng vai chính trong mùa hai của phim. Cậu bị Mind Flayer nhập vào trong mùa 2. Ở mùa 3, việc bạn bè cậu quá chú tâm vào các cô gái khiến Will cảm thấy như bị bỏ lại. Mối liên kết của cậu với Mind Flayer giúp nhóm phát hiện ra nó hoặc một trong những người đã bị nhập.

### Max Mayfield
Maxine "Max" Mayfield (thủ vai bởi Sadie Sink) là em gái kế của Billy, một cô gái thích trượt ván, và là tomboy trong nhóm; cô đã thu hút được sự chú ý của cả Lucas và Dustin. Mặc dù chưa từng chơi Dungeons and Dragons, cô tự gọi mình là "người vận chuyển" ("zoomer") của nhóm, cho dù Mike kiên quyết cho rằng chức danh đó là bịa ra. Theo cô, vai trò của "người vận chuyển" là vận chuyển cả nhóm từ nơi này tới nơi khác. Ở mùa 2, sau khi lái xe một cách thành thạo, cô nói với Mike: "Thấy chưa? Người vận chuyển đấy." Ở mùa 3, cô và Lucas hẹn hò, và trở thành bạn thân với Eleven.

### Steve Harrington
Steve Harrington (thủ vai bởi Joe Keery) là một học sinh nổi tiếng ở trường cấp ba Hawkins. Ban đầu anh hẹn hò với Nancy Wheeler và ghét bỏ Jonathan Byers nhưng sau đó đã hối hận điều này. Vai diễn của Keery được nâng lên vai chính bắt đầu từ mùa 2. Steve từ đó đóng một vai trò quan trọng hơn trong phim: kết bạn với Dustin và trở thành nhân vật "người mẹ" che chở và bảo vệ cho nhóm trẻ. Steve sở hữu một thứ vũ khí mà bạn bè gọi là "cây gậy", một chiếc gậy bóng chày được Jonathan đóng thêm nhiều cây đinh nhọn để chiến đấu với Demogorgon. Mặc dù không có nhiều tác dụng với Demogorgon, nó vẫn có thể giết chết được một vài con Demo-Dog. Ở mùa 3, anh làm việc tại quán kem Scoops Ahoy ở Trung tâm thương mại Starcourt cùng với bạn học cũ Robin Buckley. Steve, Dustin và Robin là những người đã phát hiện ra căn cứ bí mật của người Nga bên dưới Trung tâm thương mại Starcourt.

### Billy Hargrove
Billy Hargrove (thủ vai bởi Dacre Montgomery) đóng vai trò nhân vật phản diện phụ trong mùa 2 và là nhân vật phản diện chính cùng với Mind Flayer trong mùa 3. Anh là một chàng trai đầy bộc phát, không quan tâm tới người khác và luôn có lời lẽ xúc phạm với người em kế Max – đây thực chất là hậu quả từ tuổi thơ đầy bạo lực của anh với người cha của mình. Anh khá lộn xộn, thường xuyên ngủ với những bà nội trợ buồn chán với cuộc sống của mình. Ở mùa 3, anh vô tình trở thành tay sai cho Mind Flayer. Những hồi tưởng của Billy đã tiết lộ mẹ anh đã bỏ đi khi anh còn nhỏ. Eleven đã nhắc anh nhớ lại mẹ mình, khiến anh thoát khỏi sự chiếm hữu của Mind Flayer và hi sinh để bảo vệ Eleven. Trong những giây phút cuối cùng, anh xin lỗi Max vì những điều mình đã làm.

### Bob Newby
Bob Newby (thủ vai bởi Sean Astin) là bạn học cũ của Joyce và Hopper, chủ tiệm Radio Shack của Hawkins, và trở thành bạn trai của Joyce ở mùa 2, khiến anh phải đối đầu với Hopper. Trong lúc anh, Hopper, Will, Mike, Joyce và Owens bị kẹt trong Phòng thí nghiệm Hawkins, anh đã tình nguyện ra ngoài để mở lại cầu dao và mở khóa cửa. Dù nhiệm vụ đã thành công, tới khi thoát được ra ngoài, anh lại bị Demo-Dog tấn công, giết chết và ăn thịt ngay trước mặt Joyce. Trong mùa 3 anh chỉ xuất hiện trong các cảnh hồi tưởng.

### Sam Owens
Bác sĩ Sam Owens (thủ vai bởi Paul Reiser) là một giám đốc của Bộ Năng lượng Hoa Kỳ có nhiệm vụ thay thế Brenner ở Phòng thí nghiệm Hawkins. Owens giống như người tiền nhiệm cũng rất tận tâm với nghiên cứu khoa học và cứng đầu, nhưng ông có lòng thương cảm nhiều hơn với người dân Hawkins. Owens chịu trách nhiệm nghiên cứu và chữa trị cho những cơn chấn động của Will về Thế giới ngược. Ở cuối mùa 2, ông rời bỏ vị trí của mình ở Phòng thí nghiệm Hawkins sau khi nơi đây bị tấn công bởi những con quái vật ở Thế giới ngược. Ông là người đã giúp Hopper nhận nuôi Eleven làm con gái và làm được giấy khai sinh cho cô theo tên Hopper. Ở mùa 3, Hopper cố liên lạc với ông để cử đội quân hỗ trợ và ông chỉ có màn xuất hiện ngắn ở tập cuối khi ông phát hiện ra phòng thí nghiệm của người Nga dùng để mở cổng tới Thế giới ngược.

### Robin Buckley
Robin Buckley (thủ vai bởi Maya Hawke) là một cô gái "thay thế" làm việc cùng với Steve ở Scoops Ahoy, quán kem trong Trung tâm thương mại Starcourt, và được giới thiệu ở mùa 3. Robin luôn tỏ ra chán nản với công việc và hay mỉa mai Steve khi anh không tán được các cô gái, nhưng chính cô là người đã giải mã được thông điệp radio của người Nga và tìm ra khu căn cứ cùng với Steve, Dustin và Erica. Mặc dù lúc đầu cô nói mình bị ám ảnh với Steve hồi còn đi học, do bị chốc thuốc, cô thừa nhận thực ra mình chú ý tới một trong những cô gái đã từng thích Steve, từ đó hé lộ rằng cô là người đồng tính.

### Erica Sinclair
Erica Sinclair (thủ vai bởi Priah Ferguson) là cô em gái 10 tuổi của Lucas. Được giới thiệu ở mùa thứ 2, nhân vật Erica được đôn lên từ vị trí vai phụ thành một trong những vai diễn chính ở mùa 3. Cô bé giúp Dustin, Steve và Robin thâm nhập vào khu căn cứ của Nga bên dưới Starcourt. Trong suốt những sự kiện đó, Dustin cố thuyết phục Erica rằng cô bé là mọt sách và nên chấp nhận điều đó. Ở cuối mùa 3, cô bé được tặng cuốn hướng dẫn trò Dungeons & Dragons của Will.

## Mind Flayer
Mind Flayer (Quỷ tâm linh), nhân vật phản diện chính của phim, được giới thiệu ở mùa 2, là một thực thể tâm linh xấu xa sống ở chiều không gian song song có tên là Thế giới ngược, nơi mà mọi vật thể sống ở thực tại đó đóng vai trò mở rộng cho trí tuệ bầy đàn của Mind Flayer và hành động theo ý muốn của nó: đưa và lan truyền chính mình tới Trái Đất. Các sự kiện diễn ra ở mùa thứ nhất cho phép Mind Flayer bí mật biến đổi Hawkins thành nơi sống của nó thông qua Will Byers, người đã bị Mind Flayer nhiễm vào trong thời gian ở Thế giới ngược và đã vô tình đem theo mình những ấu trùng của Demogorgon.
Ở mùa thứ 2, sự tồn tại của Mind Flayer được hé lộ khi nó đã nhập một phần của mình vào trong Will và dùng những con Demodog để loại bỏ bất cứ ai can thiệp vào quá trình khai hóa của nó. Mặc dù cánh cổng tới Thế giới ngược đã bị đóng để cắt đứt nguồn sống của Mind Flayer, một phần của nó đã tới trú ngụ ở Xưởng thép Brimborn sau khi bị "xua đuổi" ra khỏi Will. Trong những sự kiện diễn ra ở mùa 3, một cánh cổng mới được người Nga mở ra giúp Mind Flayer thông qua phần đang trú ngụ ở Trái Đất tạo thành một hình hài của nó tại đây bằng cách nhập vào những cơ thể sống và hấp thụ xác thịt của chúng. Mind Flayer suýt chút nữa đã giết được Eleven và chỉ bị đánh bại khi Joyce và Hopper vào trong phòng thí nghiệm bí mật của Nga và đóng cánh cổng mới.
- Demogorgon: Những sinh vật săn mồi từ Thế giới ngược, đóng vai trò như một đội quân xâm lược bước đầu của Mind Flayer, đầy dữ dằn và có trí thông minh hạn chế. Demogorgon khởi đầu là một sinh vật giống sên ký sinh trong cơ thể của nạn nhân, lớn lên thành một sinh vật giống nòng nọc và dần phát triển thành dạng non gọi là "Demodog" trước khi trưởng thành. Một con Demogorgon trưởng thành, được đóng bởi Mark Steger, xuất hiện ở mùa thứ nhất sau khi một cánh cổng tới Thế giới ngược vô tình được mở ra ở Hawkins.[19] Mặc dù con Demogorgon này đã bị tiêu diệt, trước đó nó đã bắt Will Byers vào Thế giới ngược và điều đó giúp cho Mind Flayer đưa vào Hawkins một bầy Demogorgon con trước khi tất cả chúng bị chết khi chúng không còn liên kết được với Mind Flayer.
- The Flayed (Người bị nhập): Một thuật ngữ chỉ những người Trái Đất bị Mind Flayer nhập vào. Will là trường hợp đầu tiên ở mùa thứ 2 cho tới khi một phần của Mind Flayer bị đuổi ra khỏi cơ thể cậu. Phần bị cô lập này sau đó bắt đầu nhập vào những con chuột và những người trong thị trấn ở mùa 3, bắt hầu hết các vật chủ ăn những hóa chất độc hại nhằm dần làm tan xác thịt họ cho Mind Flayer dùng tạo thành một cơ thể để nó có thể hành động và giết Eleven.

## Nhân vật phụ
Sau đây là danh sách các nhân vật khách mời có các vai phụ trong phim. Các nhân vật được sắp xếp theo trình tự xuất hiện trong phim.

### Giới thiệu ở mùa 1
- Joe Chrest trong vai Ted Wheeler, chồng của Karen, cha của Nancy, Mike và Holly.[20] Ông thường không hiểu được ý con cũng như đáp ứng được nhu cầu tình cảm của vợ và thường hay ngủ trên ghế bành.
- Rob Morgan trong vai Calvin Powell, một trong những sĩ quan của Hopper. Anh rất nghiêm túc và luôn tuân theo luật lệ.
- Shannon Purser trong vai Barbara "Barb" Holland, một cô gái hướng nội và là bạn thân của Nancy Wheeler. Cô lo rằng tình bạn của mình với Nancy có thể bị lung lay khi Nancy hẹn hò với Steve.[21] Barb là một trong những nạn nhân đầu tiên của Demogorgon.
- John Paul Reynolds trong vai Phil Callahan, một sĩ quan khác của Hopper.[20] Dù không nghiêm túc như người đồng nghiệp, anh vẫn làm việc vất vả để tìm kiếm Will Byers.
- Catherine Dyer trong vai Connie Frazier,[22] đặc vụ FBI của Brenner. Bà không ngần ngại giết chết những ai đã gặp Eleven. Bà bị Eleven giết chết ở cuối mùa 1.
- Randy Havens trong vai Scott Clarke, thầy giáo của các cậu bé. Anh luôn khuyến khích bọn trẻ quan tâm tới khoa học công nghệ và giúp đỡ mỗi khi chúng cần.[23]
- Hugh Holub trong vai nhà khoa học trưởng ở Phòng thí nghiệm Hawkins.
- Tobias Jelinek trong vai đặc vụ trưởng ở Phòng thí nghiệm Quốc gia Hawkins, người trợ giúp cho Brenner.[24]
- Cade Jones trong vai James, một cậu bé chuyên bắt nạt ở trường cùng với Troy.[25]
- Anniston và Tinsley Price trong vai Holly Wheeler, con gái út của Karen và Ted, em gái của Nancy và Mike.[26]
- Susan Shalhoub Larkin trong vai Florence ("Flo"), thư ký ở Đồn cảnh sát Hawkins.[27] Bà hay tỏ ra lo lắng về sức khỏe của Hopper.
- Tony Vaughn trong vai Russell Coleman, hiệu trưởng trường cấp hai Hawkins.
- Peyton Wich trong vai Troy, một cậu bé chuyên bắt nạt Mike, Lucas, Dustin và Will ở trường.[25] Sau khi bị Eleven làm cho bẽ mặt ngay trước cả trường và sau đó cố trả thù lên Mike, Troy biến mất ở cuối mùa 1.
- Charles Lawlor as Donald Melvald, the owner of a convenience store where Joyce Byers works.
- Chester Rushing trong vai Tommy H., bạn cũ của Steve, và là bạn trai của Carol.[28] Tommy là một kẻ bắt nạt luôn ham mê sự nổi tiếng. Anh quay trở lại ở mùa 2, trở thành thành đầy tớ cho tên trùm trường mới, Billy Hargrove. Mặc dù không xuất hiện ở mùa 3, anh vẫn được Steve nhắc tới.
- Chelsea Talmadge trong vai Carol, bạn cũ của Steve, và là bạn gái của Tommy.[29] Giống bạn trai, Carol bất chấp tất cả để giữ cho mình được nổi tiếng.
- Robert Walker-Branchaud trong vai đặc vụ của Phòng thí nghiệm Hawkins. Anh thường cải trang thành thợ sửa chữa.
- Cynthia Barrett trong vai Marsha Holland, mẹ của Barb.[30]
- Aimee Mullins trong vai Terry Ives, người phụ nữ có cô con gái, Jane (Eleven), bị bắt cóc ngay khi vừa mới sinh. Cô bị những kẻ bắt cóc con gái thực hiện liệu pháp sốc để che đậy vụ việc, khiến cô rơi vào trạng thái không thể nhận thức được mọi việc xung quanh.[31]

### Giới thiệu ở mùa 2
- Linnea Berthelsen trong vai Kali / Eight, một cô gái trẻ có khả năng điều khiển ảo ảnh. Cô cùng với Eleven từng bị thí nghiệm ở Phòng thí nghiệm Hawkins, nhưng sau đó đã trốn thoát được.[14][32]
  - Vanathi Kalai Parthiban trong vai Kali hồi trẻ khi còn ở Phòng Cầu vồng trong Phòng thí nghiệm Hawkins
- Catherine Curtin trong vai Claudia Henderson, mẹ của Dustin.[33]
- Brett Gelman trong vai Murray Bauman, một cựu nhà báo, sau này trở thành một nhà giả thuyết âm mưu tới Hawkins để điều tra một vụ án chưa có lời giải.[34] Ở mùa 2, anh giúp Nancy và Jonathan buộc tội Phòng thí nghiệm Hawkins đã gây ra cái chết cho Barb. Anh trở lại ở mùa 3 để giúp Hopper và Joyce điều tra bí ẩn về những gián điệp Nga.

### Giới thiệu ở mùa 3
- Alec Utgoff trong vai Tiến sĩ Alexei, một nhà khoa học Nga làm việc với trung đoàn của mình ở Hawkins để mở cổng tới Thế giới ngược. Anh sau đó bị Hopper (người đặt biệt danh cho anh là "Smirnoff") và Joyce bắt đi theo để lấy thông tin về những người đồng đội. Trong thời gian ở với họ, anh bắt đầu dành sở thích của mình cho những thú vui như Slurpee anh đào, Burger King, Woody Woodpecker và Looney Tunes.
- Francesca Reale trong vai Heather Holloway, một nhân viên cứu hộ ở Bể bơi Hawkins sau đó bị Mind Flayer nhập vào.[35]
- Cary Elwes trong vai Thị trưởng Larry Kline, một chính trị gia tham ô bị tống tiền để làm việc cho người Nga.[36]
- Michael Park trong vai Tom Holloway, tổng biên tập Tòa báo Hawkins và là cha của Heather Holloway.[37] Sau này ông bị Mind Flayer nhập vào.
- Jake Busey trong vai Bruce Lowe, một nhà báo tại Tòa báo Hawkins thường xuyên quấy rối Nancy.[36] Anh sau này cũng bị Mind Flayer nhập vào.
- Peggy Miley trong vai Doris Driscoll, một bà lão sống ở Hawkins được Jonathan và Nancy tới nhà để điều tra. Bà về sau cũng bị Mind Flayer nhập vào.
- Andrey Ivchenko trong vai Grigori, một sát thú người Nga và là chỉ huy của các nhà khoa học làm việc ở Hawkins.

## Nhân vật khách mời

### Giới thiệu ở mùa 1
- Ross Partridge trong vai Lonnie Byers,[38] chồng cũ của Joyce Byers và cha đẻ của Jonathan và Will. Ông có một cô bạn gái trẻ tên là Cynthia.
- Chris Sullivan trong vai Benny Hammond, bếp trưởng và chủ tiệm Benny's Burgers, và là bạn của Hopper. Anh chăm sóc cho Eleven khi cô bé vừa trốn thoát, nhưng ngay sau đó bị giết chết.[39][40]
- Andrew Benator trong vai nhà khoa học ở Phòng thí nghiệm Hawkins.[41]
- Glennellen Anderson trong vai Nicole,[42] bạn học cùng lớp của Nancy, Steve và Jonathan.
- Pete Burris trong vai bảo vệ trưởng tại Phòng thí nghiệm Hawkins.
- Jerri Tubbs trong vai Diane Hopper, vợ cũ của Jim.
- Amy Seimetz trong vai Becky Ives, em gái của Terry và là người chăm sóc cho chị.[43]
- Elle Graham trong vai Sara Hopper, con gái của Jim và Diane. Cô bé đã qua đời do bệnh ung thư.[44]

Giám đốc sản xuất phim Shawn Levy cũng tham gia diễn xuất trong vai nhân viên nhà xác.

### Giới thiệu ở mùa 2
- Kai L. Green trong vai Funshine, một thành viên trong nhóm của Kali.[33]
- James Landry Hébert trong vai Axel, một thành viên trong nhóm của Kali.[33]
- Anna Jacoby-Heron trong vai Dottie, một thành viên trong nhóm của Kali.[33]
- Gabrielle Maiden trong vai Mick, một thành viên trong nhóm của Kali.[33]
- Aaron Muñoz trong vai Ông Holland, cha của Barbara.[30]
- Karen Ceesay trong vai Bà Sinclair, mẹ của Lucas và Erica.[30]
- Drew Scheid trong vai bạn cùng lớp của Nancy, Steve và Jonathan.
- Pruitt Taylor Vince trong vai Ray,[33] một kỹ thuật viên ở Phòng thí nghiệm Hawkins, người đã thực hiện sốc điện cho Terry Ives, khiến cô rơi vào trạng thái như hiện tại.
- Arnell Powell trong vai Ông Sinclair, cha của Lucas và Erica.[30]
- Will Chase trong vai Neil Hargrove, cha của Billy, cha dượng của Max, và là chồng của Susan.[46]
- Jennifer Marshall trong vai Susan Hargrove,[47] mẹ của Max, mẹ kế của Billy, và là vợ của Neil.
- Joe Davison trong vai kỹ thuật viên ở Phòng thí nghiệm Hawkins.[30]

### Giới thiệu ở mùa 3
- Gabriella Pizzolo trong vai Suzie, bạn gái của Dustin. Hai người gặp nhau ở trại hè. Do Suzie sống ở Thành phố Salt Lake, Dustin phải liên lạc với cô qua radio.